# Абаза Олексій Михайлович
Олексі́й Миха́йлович Абаза́ (нар. 1835 — пом. 1917) — російський контр-адмірал, політичний діяч.

## Біографія
Походить із дворянського молдовського роду, родоначальником якого був Ілля Абаза. Його батько — Михайло Агійович Абаза (1825—1859) був убитий на дуелі. Мати — Олександра Олексіївна Золотарьова (з 1866 одружена з графом Львом Олексійовичем Бобринським). Племінник міністра фінансів Росії Олександра Агійовича Абази.
Отримав вищу морську освіту і в 1876 році був мічманом на Балтійському флоті. Учасник російсько-японської війни (1905), про що, згадує Новіков-Прибой в романі «Цусіма». Коли Олексій одружився, то його вітчим граф Бобринський купив у селі Межирічці маєток у поміщика Драгоновського із гуральнею-заводом і подарував йому. З того часу і до 1917 року межирічківський маєток належав родині. До 1890 року гуральня варила спирт-сирець (неочищений спирт), а 1892 року Абаза привіз із Франції апарат для очищення спирту (ректифікат) і переробив завод на випуск спирту — до 1000 літрів на добу.
1916 року господарську частину помістя Абаза здав в оренду поміщикові Глінці, а сам доживав у житловому дворі. 
У лютому 1917-го Олексій Абаза помер. Його поховано у Межирічці біля церкви. 
А 1930-го його могилу пограбували, забравши золотий годинник, обручку, кортик.

## Родина
Дружина — Наталія Федорівна, уроджена Васильчикова (? — після 1930, Франція).
Діти:
Олександр — капітан 2 рангу (03.12.1887 — 09.1943, Бордо, Франція);
Володимир (16.10.1895 — 1943);
Лев (18.06.1897 — 1946);
Єлизавета (1892—1941, Саратов);
Олена (04.06.1894 — 13.11.1966, США);
Андрій (1903—1941, Севвостлаг).